# نور الدين القليب
نور الدين القليب مواليد مصراتة ( 22 مارس 2001 ) لاعب كرة قدم دولي ليبي يشغل مركز لاعب وسط

## السيرة الذاتية
لعب نتور الدين القليب لصالح فريق الشباب في نادي السويحلي قبل أن ينتقل إلى صفوف النادي الأهلي و فاز معهم بلقب الدوري الليبي الممتاز 2022/2023 و كأس ليبيا 2023.الفرق 

## الفرق
- نادي السويحلي
- النادي الأهلي الرياضي 2021-2025
- نادي النجم الساحلي التونسي 2025

## إنجازاته
1- كأس ليبيا 2023
2- الدوري الليبي الممتاز مرتين ( 2022/2023 - 2024/2025 )